# Cerinthe palaestina
Cerinthe palaestina är en strävbladig växtart som beskrevs av Alexander Eig och Samuelss. Cerinthe palaestina ingår i släktet vaxblommor, och familjen strävbladiga växter. Inga underarter finns listade i Catalogue of Life.

## Bildgalleri

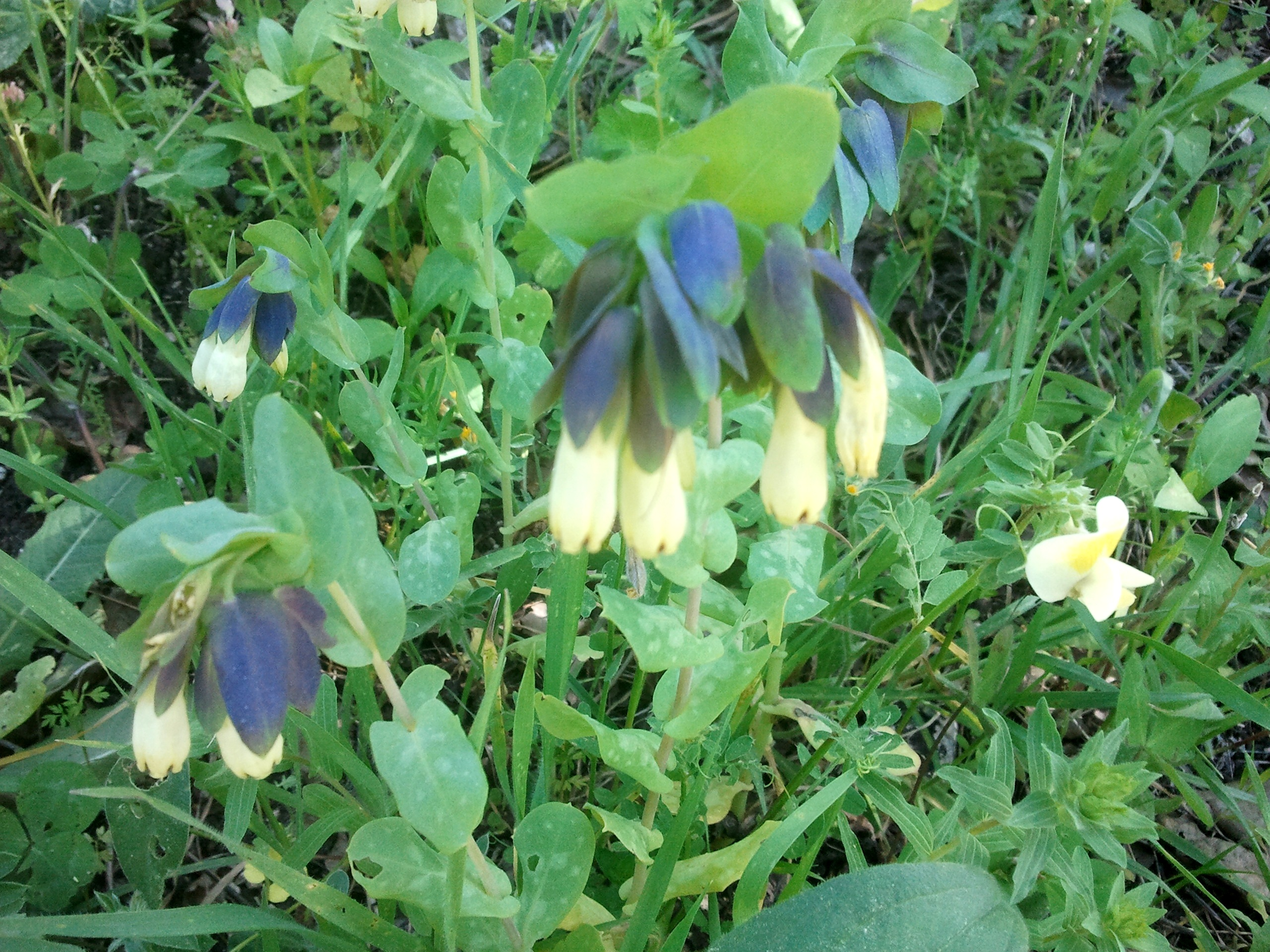